# Liste von Seefahrern
Seefahrer sind Menschen, Gruppen oder Völker, deren Leben hauptsächlich von der Seefahrt geprägt ist, wobei an Bord eines Schiffes beruflich tätige Personen auch als Seeleute bezeichnet werden. Die Seefahrt betreibende Völker werden auch als Seefahrernationen bezeichnet, wobei die heutige Internationale Seeschifffahrts-Organisation für die Mitgliedsländer und ihre Seefahrer bzw. Seeleute international einheitliche Regeln im Sinne von einer sicheren, geschützten und effizienten Schifffahrt auf sauberen Meeren erarbeitet. Eine der größten weil oft unterschätzten Gefahren für den einzelnen Seefahrer wie auch für die Schiffe und die Meeresumwelt ist das weltweit auftretende Phänomen „Seafarer Fatigue“.
Im Zeitalter der geografischen Entdeckungen wurden einzelne Seeleute in herausgehobener Position, die meist als Kapitän auf den Schiffen ihrer Zeit tätig waren, durch ihre Forschungsreisen und Entdeckungen zu heute allgemein bekannten Seefahrern stellvertretend auch für ihre den Erfolg ermöglichenden jeweiligen Schiffsbesatzungen und für ihr Herkunftsland.
In der jüngeren Geschichte wurde auch in Deutschland als Ausweis für Seefahrer stets ein Seefahrtbuch geführt, was insbesondere mit dem nachgewiesenen Zeitraum der Fahrtzeiten bedeutsam war für die Verlängerung des jeweils erforderlichen Befähigungszeugnis (Schifffahrt) des einzelnen höher qualifizierten Seefahrers. Der Grundberuf Matrose ermöglichte Seefahrern mit gültiger Seediensttauglichkeit bei entsprechender Fahrtzeit und erfolgreicher Qualifizierung an einer Seefahrtschule einen beruflichen Aufstieg im Rahmen des im Studium erworbenen technischen oder nautischen Befähigungszeugnisses. 

## Bekannte Seefahrer

### Bis 1400
- Kolaios, Grieche, segelte im 7. Jahrhundert v. Chr. erstmals über Gibraltar hinaus
- Himilkon, Karthager, erforschte um 480 v. Chr. Britannien
- Hanno, Karthager, erforschte um 470 v. Chr. die zentralafrikanische Küste
- Pytheas, Grieche, fuhr zwischen 330 v. Chr. und 310 v. Chr. bis zum Polarkreis
- Erik der Rote, Skandinavier, besiedelte 985 Grönland
- Leif Eriksson, Nordmanne, um 1000 erste Entdeckung Amerikas („Vinland“)
- Freydís Eiríksdóttir, Isländerin, um 1000
- Vadino und Ugolino de Vivaldo, Italiener, die Brüder versuchten 1291 als erste Afrika zu umsegeln und Malabar zu erreichen

### 15. Jahrhundert
- Zheng He, Chinese, erforschte zwischen 1405 und 1433 Asien und Afrika
- João Gonçalves Zarco, Portugiese, 1418 „Wiederentdecker“ des Madeira-Archipels, er erhält Funchal
- Bartolomeu Perestrelo, Portugiese, 1418 „Wiederentdecker“ des Madeira-Archipels, er erhält Porto Santo, seine Tochter heiratet Kolumbus
- Tristão Vaz Teixeira, Portugiese, 1418 „Wiederentdecker“ des Madeira-Archipels, er erhält Machico
- Gil Eanes, Portugiese, fuhr als Erster 1434 über das als Ende der Welt geltende Kap Bojador hinaus und kehrte wieder zurück
- Afonso Gonçalves Baldaia, Portugiese, segelte 1436 noch weiter südlich an der Küste des heutigen Territoriums Westsahara
- Dinis Dias, Portugiese, erreichte 1444 den westlichsten Punkt Kontinental-Afrikas, das im heutigen Senegal gelegene Cap Vert
- Alvise Cadamosto, Italiener, erforschte im Dienste der Portugiesen 1455 und 1456 die westafrikanische Küste und entdeckte drei der Kapverdischen Inseln
- Antoniotto Usodimare, Italiener, Begleiter Cadamostos auf seinen Expeditionen 1455 und 1456
- Antonio da Noli, Italiener, erschloss die Kapverdischen Inseln zwischen 1458 und 1460
- Didrik Pining, Deutscher, möglicherweise Entdecker Amerikas 1473
- João Vaz Corte-Real, Portugiese, reiste mit Pining, erschloss möglicherweise die Neufundlandbänke („Terra Nova do Bacalao“)
- Diogo de Azambuja, Portugiese, 1482–1484 der erste portugiesische Gouverneur (capitão-mór), von Elmina (heute in Ghana)
- Diogo Cão, Portugiese, erforschte zwischen 1482 und 1489 die Westküste Afrikas bis zur Walvis Bay
- Bartolomeu Dias, Portugiese, erreichte 1487 das Kap der Guten Hoffnung und umrundete Afrika
- Christoph Kolumbus, Italiener, entdeckte 1492 die Karibischen Inseln (und betrat auf seiner vierten Reise 1502 das amerikanische Festland)
- Giovanni Caboto, Italiener, erreichte 1497 entweder Neufundland oder als erster Europäer nach den Wikingern das nordamerikanische Festland
- João Fernandes Lavrador, Portugiese, befuhr 1495–1500 mehrmals die Küste der wahrscheinlich nach ihm benannten Labrador-Halbinsel
- Vasco da Gama, Portugiese, umsegelte zwischen 1497 und 1499 Afrika und erreichte Indien
- Vicente Yáñez Pinzón, Spanier, entdeckte 1499 die Mündung des Amazonas und erforschte später die Küsten Mittelamerikas
- Amerigo Vespucci, Italiener, erforschte ab 1499 die Ostküste Südamerikas
- Pedro Álvares Cabral, Portugiese, „entdeckte“ 1500 Brasilien und steuerte in einer Reise vier Kontinente an: Amerika, Afrika, Asien, Europa

### 16. Jahrhundert
- Gonçalo Coelho, Portugiese, spielte eine herausragende Rolle bei der Erkundung der brasilianischen Küste Anfang des 16. Jahrhunderts
- Afonso de Albuquerque, Portugiese, eroberte und verteidigte von 1503 bis 1515 den östlichen Seeweg nach Indien für Portugal
- Ferdinand Magellan, Portugiese, begann 1519 als Erster eine Weltumsegelung und erforschte den Pazifik
- Juan Sebastián Elcano, Spanier, ihm gelang zwischen 1519 und 1522 unter Fortsetzung der Expedition von Magellan als Erstem die Umsegelung der Erde
- João Álvares Fagundes, Portugiese, erforschte in den 1520er Jahren die östliche Küste Kanadas
- Giovanni da Verrazzano, Italiener, suchte 1524 in der Nähe des Hudson River nach der Nordwestpassage
- Jacques Cartier, Franzose, erkundete 1534 den Sankt-Lorenz-Golf und 1535 den Sankt-Lorenz-Strom
- Richard Chancellor, Engländer, erreichte 1553 auf der Suche nach der Nordostpassage die Dwinabucht im Weißen Meer
- Sir Martin Frobisher, Engländer, entdeckte 1576 auf der Suche nach der Nordwestpassage die nach ihm benannte Frobisher-Bucht
- Sir Francis Drake, Engländer, Freibeuter und später Entdecker, erster englischer Weltumsegler zwischen 1577 und 1580
- John Davis, Engländer, erforschte ab 1585 die polaren Meere und Küsten und entdeckte die Falklandinseln
- Juan de Fuca, Grieche, befuhr in den 1590er Jahren den Pazifischen Ozean von Mexiko bis an die heutige kanadische Küste für die Spanier
- Willem Barents, Niederländer, erforschte 1594–1596 die Nordostpassage in der nach ihm benannten Barentssee
- Lope Martín, Spanier, überquerte als erster den Pazifik

### 17. Jahrhundert
- Luiz Váez de Torres, Herkunft unklar, erforschte 1606 die Archipele der Südsee sowie die Südküste Neuguineas
- Henry Hudson, Engländer, erforschte zwischen 1607 und 1611 mehrfach die Nordwestpassage
- Jacob Le Maire, Niederländer, umrundete und benannte 1616 mit Willem Cornelisz Schouten Kap Hoorn und entdeckte die Tonga-Inseln
- Abel Tasman, Niederländer, entdeckte 1642 Tasmanien und die Südinsel Neuseelands sowie 1643 die Tonga- und die Fidschiinseln
- Semjon Deschnjow, Russe, durchfuhr 1648 als erster zusammen mit Fedot Popow und Gerassim Ankudinow die Beringstraße und bewies, dass Asien nicht mit Amerika verbunden ist
- Robert Knox britischer Entdecker und Seefahrer, bereiste zwischen 1655 und 1701 Indien und Sri Lanka, wobei er fast 20 Jahre Gefangener des Königreiches Kandy war
- William Dampier, britischer Freibeuter, Naturforscher und Hydrograph, war der erste, der die Welt dreimal umsegelte (zwischen 1679 und 1711)

### 18. Jahrhundert
- Jean-Baptiste Charles Bouvet de Lozier, Franzose, Antarktisfahrt 1738, entdeckte die Bouvet-Insel
- Vitus Bering, Däne, entdeckte 1741–1742 den Seeweg von Kamtschatka nach Alaska
- George Anson, britischer Weltumsegler und Admiral, kartografierte 1740–1744 große Bereiche des Pazifiks, z. B. die Marianen
- Louis Antoine de Bougainville, umsegelte 1766–1769 als erster Franzose die Erde
- James Cook, Engländer, unternahm zwischen 1768 und 1779 drei ausgedehnte Forschungsreisen rund um die Welt
- John Paul Jones, Schotte, kämpfte im Amerikanischen Unabhängigkeitskrieg (1775–1783) und gilt als „Vater der US Navy“
- Jean-François de La Pérouse, Franzose, erforschte 1785–1788 weite Teile des Pazifiks

### 19. Jahrhundert
- Fabian Gottlieb von Bellingshausen, Deutsch-Balte, sichtete 1820 als erster die Antarktis
- Friedrich Benjamin von Lütke, russischer Entdecker, erforschte in den 1820er Jahren die pazifische Inselwelt
- William Edward Parry, Brite, befuhr zwischen 1819 und 1827 große Teile der Nordwestpassage
- James Clark Ross, Brite, unternahm 1818–1836 zahlreiche Expeditionen in die Arktis und 1839–1843 Fahrten zur Antarktis
- John Franklin, Brite, war ein Polarforscher, der 1847 auf der Suche nach der Nordwestpassage starb
- Robert John Le Mesurier McClure, Brite, entdeckte 1850 die Nordwestpassage
- John Rae, Schotte, erforschte zwischen 1846 und 1854 kanadische Gebiete
- Francis Leopold McClintock, Brite, erforschte in den 1850er Jahren die kanadisch-arktische Inselwelt
- Joshua Slocum, Kanadier, umsegelte zwischen 1895 und 1898 als erster Mensch allein die Erde

### Ab 1901
- Roald Amundsen, Norweger, durchschiffte zwischen 1903 und 1906 als erster die Nordwestpassage
- Thor Heyerdahl, Norweger, segelte 1947 mit dem Floß Kon-Tiki von Südamerika nach Tahiti sowie 1970 mit dem Papyrusboot Ra II von Marokko nach Barbados